# JKと六法全書
『JKと六法全書』（JKとろっぽうぜんしょ）は、2024年4月19日から6月7日までテレビ朝日系「金曜ナイトドラマ」枠で放送されたテレビドラマ。主演は幸澤沙良。
史上最年少で司法試験を通過した女子高生が弁護士として活躍し、法廷や学校で奮闘する「法曹×学園」ハイブリッドドラマ。

## あらすじ
青森で祖父と暮らしていた桜木みやびは祖父との約束だった司法試験への合格を果たし弁護士となる。その後、東京で祖母・華が所長を務める法律事務所に勤務することに。新人弁護士として活躍するみやびは、天真爛漫で気が強い性格で先輩弁護士とぶつかることもあったが、堂々と自分らしく活躍していた。学校生活では都内の高校に転入し、法律研究会に参加することで周りと打ち解けつつ、学校でも相談を受けるようになる。

## キャスト

### 主要人物
桜木みやび（さくらぎ みやび）〈17〉
演 - 幸澤沙良（幼少期：永尾柚乃）
主人公。司法試験に史上最年少で一発合格した女子高生弁護士（JKB）。法律以外には疎い。

### 桜木法律事務所
早見新一郎（はやみ しんいちろう）〈35〉
演 - 大東駿介
弁護士。元検事だが、仕事中に競馬をやっていてクビになったヤメ検。バツイチで元妻の所に6歳の娘がいる。
桜木華（さくらぎ はな）〈65〉
演 - 黒木瞳
所長で関東弁護士会の会長。みやびの祖母。美魔女。夫の倫太郎とは長きに渡って離婚調停を続けている。
森田あおい（もりた あおい）〈26〉
演 - 東野絢香
パラリーガル。

### 私立翠鳥高等学校 法律研究会
渡辺悠（わたなべ ゆう）〈17〉
演 - 日向亘
みやびの転校先である私立翠鳥高校の2年生。みやびを法律相談部に勧誘する。検察官志望。
奥村梨花（おくむら りか）〈17〉
演 - 大和奈央
みやびと悠の同級生で、悠とは幼馴染。自身も法律相談部のメンバーとして活動している。
仲島美来（なかじま みく）〈17〉
演 - 臼井萌音
みやびのクラスメイトで法律相談部のメンバー。しっかり者。
伊藤レベッカ（いとう れべっか）〈17〉
演 - 森田朱里
みやびのクラスメイトで法律相談部のメンバー。ロンドンから来た元気なムードメーカー。
神田楓（かんだ かえで）〈17〉
演 - 花田優里音
みやびのクラスメイトで法律相談部のメンバー。明るく能天気。
松田隼人（まつだ はやと）〈17〉
演 - 友永杏慈
みやびのクラスメイトで法律相談部のメンバー。お調子者だが癒し系と言われた。
佐々木翔太（ささき しょうた）〈17〉
演 - 大知
みやびのクラスメイトで法律相談部のメンバー。理知的な優等生タイプ。

### 私立翠鳥高等学校
遠藤司
演 - 浅井伸治
みやびの担任。
生徒
演 - 五十嵐郁斗、池田優音、岡崎叶奈、亀井昌樹、三宮悠奈、椎葉紋加、瀧由宜、武石歩華、出口誠也、冨田可愛、平原由衣、細沼晏乃、宮ケ崎徳子、村松亜理、山口創大
みやびのクラスメイト。
村田登
演 - 岡本篤（第3話・第5話）
校長。

### みやびの家族
桜木倫太郎（さくらぎ りんたろう）〈69〉
演 - 柄本明
みやびの祖父。人権派弁護士。青森県五所川原在住。華とは離婚調停中。“仏の倫さん”と呼ばれる。
因幡俊介（いなば しゅんすけ）
演 - 伊達暁
みやびの父親。フリーのジャーナリスト。現在は失踪中。
因幡瑠璃子（いなば るりこ）
演 - 行平あい佳
故人。みやびの母親。弁護士。病気で亡くなった。

### その他
ナレーション
声 - 生瀬勝久

渡辺冬馬
演 - 高橋和也（第3話 - ）
悠の父。地検特捜部の検事。
剣崎謙
演 - 平原テツ
捜査一課 警部。みやびの父を探している。
曽根翼
演 - 大村わたる
捜査一課 巡査部長。剣崎の相棒。
人助けおじさん / ホクロの男
演 - 生瀬勝久（第3話 - ）
SNSでお金を配っているアカウント。みやびが小さい頃に面識があり、みやびは今現在も再び遭遇している。第7話で本名が百目木喜十とわかる。

### ゲスト

#### 第1話
ケンタロウ
演 - 藤森慎吾
社会派インフルエンサー。電車内で痴漢で捕まり、華に助けを求める。
本郷耕三
演 - 内村遥
ケンタロウを立件した検事。
田中始
演 - 画大
ケンタロウを捕まえた会社員。
青山、赤城、緑川
演 - 草野イニ、牛嶋裕太、川手祥太
集団痴漢の犯人。
元永沙織〈17〉
演 - 牧野羽咲
痴漢被害者の女子高生。
裁判長
演 - 谷川昭一朗
五所川原第二支部 裁判長。
傍聴人
演 - 小寺悠介
みやびを隠し撮りする傍聴人。
弁護士
演 - 西本竜樹

痴漢の被害者
演 - 斎藤さらら
みやびが新一郎を痴漢で捕まえた時の痴漢被害者。

痴漢の犯人
演 - 永松優汰
裁判長
演 - 林田一高（最終話）
最終話では国家賠償請求の裁判長を担当する。
- 酒井謙輔[32]、林健太[33]、竹田和哲[34]、笹野美由紀[35]、安藤清二[36]、古米翔大[34]、大木良介[36]

#### 第2話
MC・RYU
演 - 奥野瑛太
殺人容疑で起訴された人気ラッパー。半グレグループ「白征会」元メンバー。
青山和男
演 - 谷田歩
RYUを立件した検事。
村木高次
演 - ボブ鈴木
RYUが出ていたライブハウスのマスター。
高木蒼汰
演 - 広田亮平
RYUの弟。遠洋漁業の漁師。
里山絵莉〈17〉
演 - 陣あいり（第3話）
バレー部顧問の大嶋からパワハラを受けている女子高生。
MCヒサシ
演 - 山川ありそ
2年前に階段から転落して亡くなっているラッパー。半グレグループ「白征会」メンバー。
裁判長
演 - 望月雅行

- 河嶋健太[44]、石澤美和[45]、石井沙季、倉田晴信、染川翔、田丸りさ

#### 第3話
立花マイ〈17〉
演 - 米倉れいあ
みやびの学校の生徒。人助けおじさんのアカウントを見つけ、お金をもらってもいいかみやびに相談する。みやびからは関わらないよう釘を刺されるが、結局入金用の口座を作ってしまう。
立花道子
演 - 石野真子
マイの祖母。マイの両親は離婚しどちらも家庭があるので、マイを引き取って育てている。
相模正
演 - 森準人
詐欺グループ幹部。人助けおじさんに心酔している。
人助けおじさんの使い
演 - 樋之津琳太郎、中山雄斗
マイの口座から出金した現金を受け取りに現れる。
刑事
演 - 日野出清、若松力
マイを逮捕しに来た東赤坂警察署の刑事。
記者
演 - 佐渡山順久、池田ヒトシ

刑事
演 - 谷田麻緒、伊丹英寿
詐欺グループの捜査をする刑事。
運び屋
演 - 大森寛人
詐欺グループの一味。使いが回収した金を受け取って本部へ運ぶ。
- 岡本篤[55]、池田倫太朗[56]、JP[57]

#### 第4話
綾本桃子
演 - 村川絵梨
綾本純の後妻。純が入院していた緩和ケアセンターの看護師だったが、純との結婚発覚後に解雇されている。純と知り合ってわずか一ヶ月で結婚している。純が末期がんであることを知っていたため、後妻業ではないかと週刊誌に書き立てられる。
綾本純
演 - 石丸謙二郎
人気社会派作家。桃子と結婚して2週間後に末期がんで死去。
綾本成美
演 - 文音
純の娘。大学でジェンダー論を教えている。父が再婚していたことを知らず、桃子との婚姻を無効にしてほしいと依頼してくる。
津田悟
演 - 遠山悠介
桃子の弁護士。ヤメ検で早見の元上司。嫌味だが弁は立つ。
小西宏一
演 - おかやまはじめ
純と桃子の婚姻届の保証人になっている人物。純と同じ緩和ケアセンターに入院している患者。
宇崎武
演 - 柴田鷹雄
宇崎行政事務所 所長。行政書士。純と桃子の婚姻届の保証人をお金で引き受けた業者。
患者
演 - 白山修
緩和ケアセンターの入院患者。みやびに小西の居場所を教える。
裁判長
演 - 岸田真弥

調停委員
演 - 松山傑、木村なおみ
華と倫太郎の離婚裁判の調停委員。
- 田中里沙

#### 第5話
お助け天使ノノ / 野々村香
演 - 北村優衣（幼少期：髙取青依良）
5年前、遠藤が担任をしていた翠鳥高校卒業生。男性に2000万円貢がせ、あげくに殺人未遂と詐欺罪で逮捕される。詐欺のマニュアル販売もしていた。高校の時に両親にそれぞれパートナーができ離婚、その後は祖父と2人暮らしだった。大学3年の時に祖父が死に、その後風俗の世界に入っている。
雨倉ひかり
演 - 小越勇輝
香が貢いでいたホストクラブ「薔薇のしずく」No.1ホスト。香とは彼女が働いている風俗店で客として出会った。
一ツ橋満
演 - 小久保寿人（第6話 - 最終話）
香の事件を担当する検事。早見のことを「ウマヤメ検（競馬で検事をやめた弁護士）」と小バカにする。
倉本京介
演 - 浜田信也（第6話 - 最終話）
香の裁判に現れる派手なシャツを着た謎の男。第6話で広域指定暴力団「大増組」の幹部とわかる。
田崎りつ
演 - 小川あん
一ツ橋と共に香の事件を担当する検事。
佐々木司
演 - 椎原克知
香に貢いだあげくナイフで刺された被害者。
裁判長
演 - 大原康裕
香の裁判の裁判長。
安田九州男
演 - 阿曽山大噴火
裁判員制度裁判員候補者。37番・傍聴マニア。
竹下哲也
演 - 若林司
裁判員制度裁判員候補者。43番・ポップなインフルエンサー。
受付
演 - 山本真弘
ホストクラブ「薔薇のしずく」受付。
ひかりの客
演 - 八重澤ひとみ
ひかりに結婚してほしいとしつこく迫っている。
永田愛梨
演 - 児玉せりか
裁判員制度候裁判員補者。33番・地下アイドル らぶらぶぽん。
田中二朗
演 - 大矢三四郎
裁判員制度候裁判員補者。８番・真面目そうなサラリーマン。
鈴木佳代子
演 - 一條眞紀子
裁判員制度候裁判員補者。17番・にこやかなおばあさん。
富岡源次
演 - 小林正樹
裁判員制度候裁判員補者。25番・昔気質な職人。
裁判員
演 - 有馬千景
冷たそうな会社員。
補充裁判員
演 - 栗田玲子
食堂経営の主婦。
香の母
演 - 進彩子

- 満田伸明[80]、村田詞音、須藤瑞己[81]、竹内健将、秦位子、髙橋魁[82]

#### 第6話
松坂亮
演 - 勝矢
松坂岬の父。妻の亜希とは離婚の話し合い中で別居している。亜希に岬を誘拐されたと被害届を出す。
鬼頭健
演 - 山中崇史
警部。松坂亜希を誘拐の容疑で逮捕しにくる。
大野豊成
演 - 栗田芳宏（第7話・最終話）
大増組組長。一斉捜査直前に刺殺される。
扇谷正親（おうぎや まさちか）
演 - 品川徹（第7話・最終話）
元法務大臣。政界の大物で、老人ホームから政界を動かしていると噂され、「疑惑のデパート」と言われている。
田所雄一
演 - 近藤勇磨
鬼頭らと共に亜希を逮捕しにくる刑事。
松坂亜希
演 - 橋爪未萠里
松坂岬の母。岬を誘拐した容疑で逮捕される。夫の亮から暴力を受けていたと訴えるが、家裁の調査では認められなかった。
木村繁宗
演 - 板倉武志
松坂亮の弁護士。
松坂岬
演 - 竹内蒼
松坂亮と亜希の娘。半年前から亜希と暮らしている。
研究員
演 - 阿諏訪泰義（クレジットでは阿諏訪泰と誤記）
さわやか森林公園の土のサンプル分析をした土壌分析ラボの研究員。
運転手
演 - 神田聖司
ホストクラブ「薔薇のしずく」におしぼりを配達している「おしぼりサービス かみやま」の従業員。
作業員
演 - 伊東潤
さわやか森林公園でメンテナンス作業をしている作業員。大増組フロント企業「システム開拓」の子会社「泉元土木」の従業員。
検察官
演 - 山本啓之
扇谷事務所等の一斉捜査をする検察官。

#### 第7話
井上悦子
演 - 清水葉月（最終話）
朝の母。シングルマザー。息子が死んだのは汚染された水を飲んだせいで、管理していた国にも責任がある、と桜木法律事務所を訪ねてくる。
岩代宅
演 - 池田成志（最終話）
検事長。政治家の罪を隠蔽し「官邸の鋼鉄の盾」と呼ばれている。今月いっぱいで定年退職する予定。
菅原勤
演 - 近江谷太朗（最終話）
特捜部部長。
中太郎
演 - 吉田ウーロン太
大野豊成組長殺人事件の裁判を担当する検事。
裁判長
演 - 坂本直季
大野豊成組長殺人事件の裁判長。
井上朝
演 - 田中寛人（最終話）
悦子の息子。国立公園の水を飲んだあと体調不良になり死亡する。
- 茶依（最終話）、高橋誠（最終話）

#### 最終話
上地勝、駒場法香
演 - 古河耕史、岩瀬顕子
国家賠償訴訟の国側代理人。
ニュースキャスター
声 - 橋本七星

- 松林慶知、三浦和也、楠美聖寿、小川智弘[100]、佐々木優樹[101]

## スタッフ
- 脚本 - 鈴木智、柏谷周希[1]
- 音楽 - 日向萌[102]
- 主題歌 - りりあ。「騙されないからね。」（VIA / TOY'S FACTORY）[103]
- エグゼクティブプロデューサー - 内山聖子（テレビ朝日）[102]
- 協力プロデューサー - 有重陽一（日活）[102]
- プロデューサー - 飯田サヤカ（テレビ朝日）、下山潤（ノックアウト）[102]
- 演出 - 大谷健太郎、木内健人[1]
- 制作協力 - ノックアウト
- 制作 - テレビ朝日

## 放送日程
| 話数                                                         | 放送日  | サブタイトル     | 脚本     | 演出       | 視聴率 |
| ------------------------------------------------------------ | ------- | ---------------- | -------- | ---------- | ------ |
| Case.1                                                       | 4月19日 | JKと痴漢ゲーム   | 鈴木智   | 大谷健太郎 |        |
| Case.2                                                       | 4月26日 | JKとラッパー     | 鈴木智   | 大谷健太郎 |        |
| Case.3                                                       | 5月03日 | JKとお金配り     | 鈴木智   | 木内健人   |        |
| Case.4                                                       | 5月10日 | JKと後妻業       | 柏谷周希 | 木内健人   |        |
| Case.5                                                       | 5月17日 | JKとパパ活女子   | 鈴木智   | 大谷健太郎 |        |
| Case.6                                                       | 5月24日 | JKと恋と修学旅行 | 鈴木智   | 木内健人   |        |
| Case.7                                                       | 5月31日 | JKとヤクザ殺し   | 鈴木智   | 大谷健太郎 |        |
| Case.8                                                       | 6月07日 | JKと国家賠償訴訟 | 鈴木智   | 大谷健太郎 |        |
| （視聴率はビデオリサーチ調べ、関東地区・世帯・リアルタイム） |         |                  |          |            |        |